# Јанисјарви (језеро)
Јанисјарви (рус. Янисъярви) је језеро у Русији. Налази се на територији Републике Карелије. Површина језера износи 200 km².